# Ural-375D
El camión Ural-375D es un camión militar ruso y un vehículo todoterreno multipropósito de tracción 6x6, producido en la fábrica UralAZ en la Unión Soviética; y luego en Rusia, en la década de los años 60, hasta bien entrados los años 80. Hasta su aparición, el ZIL-157 fue el camión militar de uso estándar en la Unión Soviética hasta que fuera reemplazado por el modelo en cuestión en 1979, el cual luego sería reemplazado a su vez desde 1985 por el Ural-4320.
Los soviéticos encontraron el vehículo ideal para la instalación de los cohetes BM-21 "Grad". También otros Ural-375D fueron usados como transporte de personal, pertrechos, etc.

## Variantes
- Ural-735 con cabina removible
- Ural-375A posee un chasis para la instalación de carrocería de estacas, capacidad de carga 5.800 kg.
- Ural-375S Usado como camión de remolque.

## Especificaciones
- El Ural-375D posee el mismo equipamiento que el GAZ-66 y el ZIL-131.
- 3 asientos en la cabina.
- Capacidad de carga: 4.500 kg (Remolque: 10 000 kg)
- Peso Máximo: (off road - 4.540 kg),
- Alto: 1.410mm
- Suspensión: Ejes sólidos, suspensión independiente en las ruedas traseras.
- Motor: V8 a gasolina.
- Caja: 5x2 velocidades.
- Vel Max: 76 kph.
- Frenos: a tambor hidráulicos
- Eficiencia de frenado: 36 kph - 11 m.